# طاعون و همه‌گیری‌شناسی آن
طاعون و همه‌گیری‌شناسی آن کتابی از یونس کریمی است که در سال ۱۳۵۶ منتشر و برندهٔ جایزه کتاب سال سلطنتی شد.